# Hartevin
Hartevin ou Hertevin, également connu sous le nom d'Ardvan (en syriaque : ܗܪܬܒܝܢ, en arménien : Արդվան, en kurde : Hertowîn, et en turc : Ekindüzü) est un ancien village assyro-chaldéen et arménien devenu kurde situé dans le district de Pervari de la province de Siirt (aujourd'hui en Turquie).
Situé dans une région densément peuplée d'Arméniens jusqu'en 1915, le village est représentatif de l'épuration ethnique turque et kurde à l'encontre des chrétiens de la région tout au long du XXe siècle.
Avant le départ forcé des Assyriens de la localité, il était l'un des derniers villages assyriens du pays (il en existait neuf dans la région, Hartevin étant le plus isolé et le plus septentrional de tous). Il est représentatif de l'exode des Assyro-Chaldéens vivant dans la région au cours du XXe siècle.

## Localisation
Le village, sur un plateau de montagne, est situé dans le nord du Botan, région montagneuse aujourd'hui turque de l'Anatolie du Sud-Est.

Il est à 30 km à l'ouest de Pervari, chef-lieu de l'arrondissement dont dépend le village, à environ 60 km au sud-ouest à vol d'oiseau du Lac de Van, à environ 71 km au nord à vol d'oiseau de la frontière irakienne, et à environ 68 km au nord à vol d'oiseau de la frontière syrienne.
Le village est situé sur un carrefour routier (à un croisement de la route provinciale 56-03), que l'on peut prendre depuis les villages voisins de Tuzcular au sud, de Çatköy au nord, de Taşdibek (ancien village assyro-arménien auparavant appelé Piroz) au nord-ouest, d'Umurlu à l'ouest et de Gölköy à l'est.
Le village est coupé en deux, avec le village principal du haut situé plus au nord et le hameau du bas, appelé Rabanokan (selon une source de 1912) ou Rabanok (selon une source de 1865), situé plus au sud. Le nom de Rabanok (en syriaque : ܪܒܢܘܟ, et en arménien : Ռաբանոկ) en araméen local signifie « pasteur ».

## Toponymie
L'orthographe du nom du village est sujette à caution. En effet, le village, selon de multiples sources, est connu sous le nom de Artuvin, de Hartiv, de Artevna, de Hertevina, de Hertvin, de Hertivin, de Hertivinler ou encore de Ertevın.
D'autres sources araméennes le nomment Artoun, Ertun ou Arton.
En 1920, une source le nomme Hartevin, tandis qu'une autre source de 1928 le nomme Hertvin.
En arménien, le village se nomme Artvan, Ardvan ou Ardvinan (en arménien : Արդվան), d'après une source d'archive de 1912.

## Histoire

### Antiquité
La région de Hartevin, peuplée de hourrites puis d'araméens, appartient tout d'abord au royaume de Mittani entre le XVIIe siècle et le XIIIe siècle avant notre ère.
Le roi d'Assyrie Sennachérib conquiert la région en 697 av. J.-C., alors aux mains des urartiens (ancêtres des actuels arméniens). Puis, selon l'historien grec Hérodote, Cyaxare, le roi des Mèdes, fait ensuite passer la région sous sa coupe à la fin du VIIe siècle av. J.-C.. Vers le milieu du VIe siècle av. J.-C., la zone devient perse, dominée par l'empire achéménide de Cyrus le Grand.
En 331 av. J.-C., la région de Hartevin est conquise par les armées d'Alexandre le Grand, avant de passer aux mains des parthes.
Durant la période romaine, la région se retrouve intégrée à la province d'Assyrie, avant de repasser sous domination perse avec les Sassanides.

### Hartevin chaldéenne / Ardvan arménienne
Il existait dans le village quatre églises catholiques chaldéennes (les assyriens du village étant autrefois nestoriens avant de devenir catholiques), dont celle de Mar Ishak (en français : Saint Isaac) et celle de Mar Giorgis (en français : Saint Georges). Les églises locales étaient reliées au diocèse de Siirt (en syriaque : ܣܥܪܬ), et ce jusqu'en 1915 (le prêtre étant alors le chef du village). Dans le hameau de Rabanokan existait également une église arménienne, celle de Surp Asdvadzadzin (en arménien : Սուրբ Աստուածածին Տաճար, et en français : Sainte Mère de Dieu), appelée aussi Surp Sargis (en arménien : Սուրբ Սարգիս, et en français : Saint Serge).
On pense que beaucoup d'assyriens seraient venus se réfugier dans la région au tout début du XVe siècle pour fuir les massacres des troupes de Tamerlan dans les plaines mésopotamiennes.
Durant la période ottomane, les villageois de Hartevin étaient des Rayats de la principauté du Botan soumis à l'autorité de l'agha kurde local (quasi-indépendant du pouvoir central turc à Constantinople à cause de l'isolement et de l'inaccessibilité des montagnes), qui leur devait théoriquement protection en échange de la moitié du produit de leur travail. Administrativement, le village était situé dans le sandjak de Siirt de l'ancienne province de la Vilayet de Bitlis.
Hartevin était également entouré de nombreux villages kurdes (dont certains d'origine assyrienne ou arménienne remplacés par des populations kurdes à la suite de massacres et spoliations, et dont les noms des villages ont été changés).
La population de Hartevin subit les massacres ottomans contre les populations chrétiennes de 1895 lors des massacres hamidiens (sous le règne du sultan Abdülhamid II).
En 1909, Rabanok est composé de 20 familles arméniennes.
En 1915, Hartevin est peuplé de 200 habitants (en plus des 5 familles de 45 Arméniens à Rabanokan), mais le village est détruit lors du génocide assyro-arménien perpétré par l'Empire ottoman sur les populations chrétiennes. L'évêque chaldéen du village est assassiné (les massacres font des dizaines de milliers de morts dans la région, assyriens et arméniens confondus), et le soldat et aventurier vénézuélien Rafael de Nogales Méndez est témoin de l'extermination des arméniens de la région autour de Siirt.
Durant l'automne 1928 a lieu l'expulsion définitive des derniers arméniens de la région vers la Syrie. C'est donc à partir de cette date qu'il n'y aura plus jamais d'arméniens dans le sud-est du nouvel état turc.
Hartevin est officiellement renommée Ekindüzü en 1958 par le gouvernement turc et sa politique de turquisation.
À partir des années 1970, le gouvernement turc construit des écoles dans les villages reculés du pays, et ce n'est qu'à partir de cette période que les habitants des villages assyriens se mettent à apprendre le turc (en plus de l'araméen, leur langue natale, et du kurde, la langue locale).
D'une population de plus de 500 habitants au milieu des années 1970, la population de Hartevin et des derniers villages assyro-chaldéens de la région émigre massivement de Turquie pour s'installer à l'étranger à partir de 1975 et ce durant deux décennies, à la suite des différents conflits et exactions touchant la région (guérilla du PKK, discriminations subies par les populations turques et kurdes, etc.).
En 1982, il ne reste que trois familles chrétiennes au village.
Aujourd'hui, la plupart des anciens habitants du village et leurs descendants vivent en région parisienne, en Seine-Saint-Denis notamment (principalement à Clichy-sous-Bois,), et pour un petit nombre d'entre eux en Allemagne et en Suède.
À ce jour, plus aucun chaldéen ne vit au village.

### Hertowîn kurde
Fin 1994, le village est partiellement attaqué et détruit par l'armée turque (il figure parmi les 6000 villages brûlés par l'armée dans les années 1990), en conflit ouvert avec le PKK, qui multiplie encore à ce jour des escarmouches, embuscades et attentats dans la région.
En 2011, une usine de textile employant 150 personnes est ouverte dans le village.
Aujourd'hui, le village dispose d'un centre de santé et d'une école primaire.
En 2017, il ne reste qu'un seul couple kurde au village qui parle encore le dialecte araméen de Hartevin, le Hertevince.

## Liste des maires
| Période | Période  | Identité      | Étiquette | Qualité |
| ------- | -------- | ------------- | --------- | ------- |
| ?       | En cours | İlhan Kizilay | ?         |         |

## Population et société

### Démographie
| \| Année \| Habitants \| \| ----- \| --------- \| \| 1915 \| 200[33] \| \| 1965 \| 437[8] \| \| 1975 \| 515[12] \| \| 1985 \| 406[12] \| \| 1990 \| 546[12] \| \| 2000 \| 279[1] \| \| 2010 \| 384[1] \| \| 2019 \| 331[1] \| |           |
| Année | Habitants |
| 1915 | 200       |
| 1965 | 437       |
| 1975 | 515       |
| 1985 | 406       |
| 1990 | 546       |
| 2000 | 279       |
| 2010 | 384       |
| 2019 | 331       |

### Langue

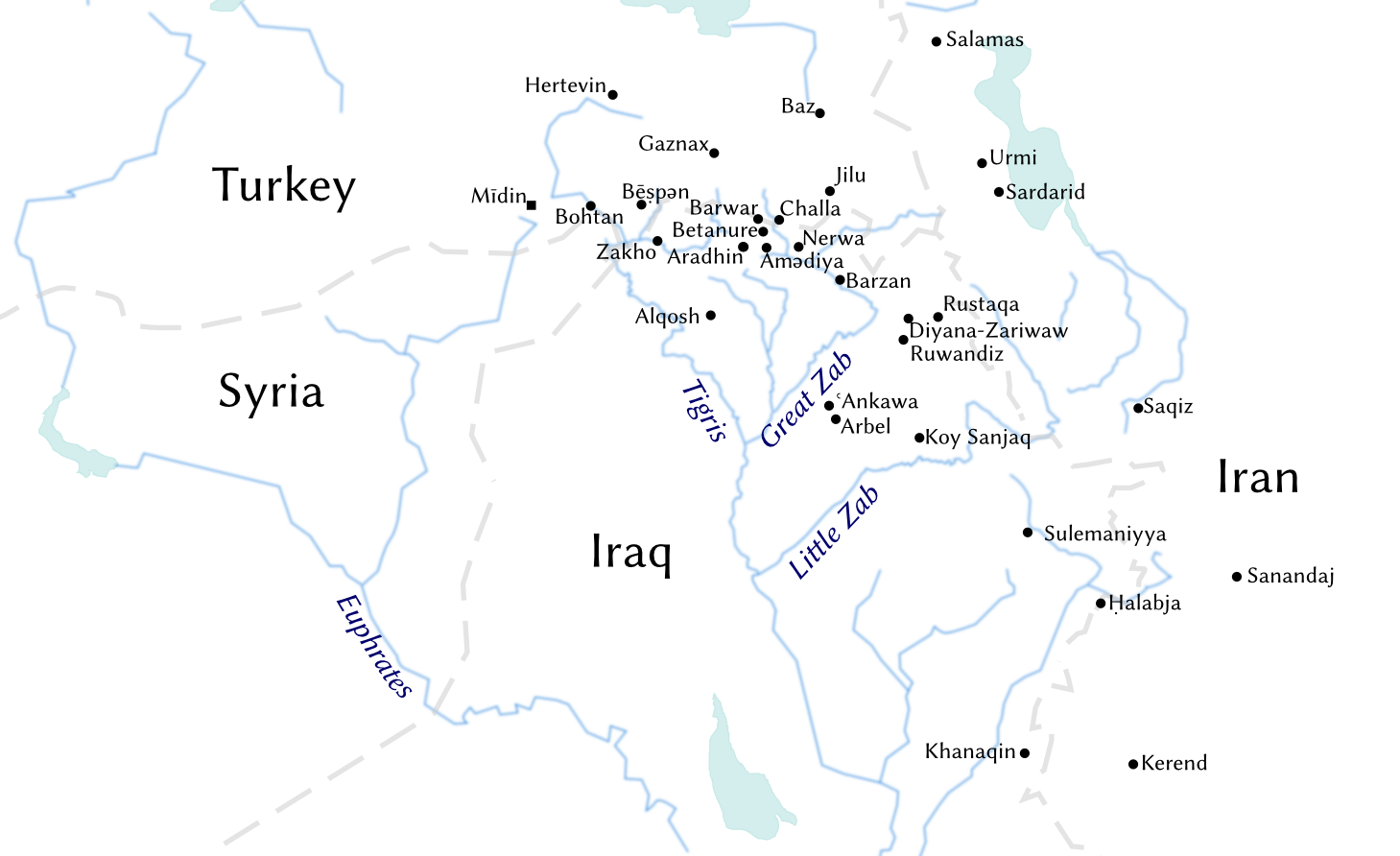
Hartevin figure parmi les villages parlant une des nombreuses variétés du soureth, lui même branche du néo-araméen oriental.

En plus de l'arménien (dialecte de Mouch) parlé dans le village avant les années 1930 et du kurde de type kurmandji parlé de nos jours par les populations actuelles du village, Hartevin est connu car les habitants y parlaient un dialecte du soureth local quelque peu différent des autres villages assyriens de la région, (parlé également jusqu'au départ des chaldéens dans au moins dix villages aux alentours), appelé en turc le Hertevince (ISO 639-3 : hrt).
Ce dialecte est la langue principale du village jusqu'aux années 1960.
Il est découvert en Occident par le linguiste allemand Otto Jastrow en 1970, qui l'étudie et le décrit dans une publication parue deux ans plus tard en 1972. Le dialecte de Hartevin, bien qu'appartenant au néo-araméen oriental, partage beaucoup de similitudes avec le dialecte Touroyo issu du néo-araméen central, ainsi qu'avec le dialecte soureth du Bohtan (parlé dans la ville de Gardabani en Géorgie et issu lui aussi du néo-araméen oriental).
En 1999, il restait environ 1000 locuteurs dans le monde, villageois émigrés ou descendants de ces derniers.

## Économie
Les Hartevinayés étaient connus comme étant principalement agriculteurs (melons, pastèques, figues), éleveurs (bovins), apiculteurs, viticulteurs, bergers (moutons et chèvres) ou artisans (principalement tailleurs, tisserands, potiers ou encore métallurgistes).